# Келси Плам
Келси Плам  (енгл. Kelsey Plum; Пауеј, 24. август 1994) америчка је кошаркашица која игра за Лас Вегас Асес у женској  националној кошаркашкој  асоцијацији (ВНБА). Завршила је средњошколско образовање на државној дневној школи у Ла Хоји, заједници која је део Сан Дијега, Калифорнија. Плум је похађала и играла кошарку на колеџу за Универзитет у Вашингтону. 25. фебруара 2017. године, Плум је постигла рекорд каријере 57 поена на сениорској утакмици погодивши  19 од 28 шутева  и оборила рекорд прве НЦАА дивизије женске кошаркашке лиге са 3 397 поена. 20. марта 2017. године Плум је оборила НЦАА рекорд по поенима  у једној сезони са 1.080.  Била је изабрана као први пик на драфту  у ВНБА 2017. године од стране Сан Антонио Старса. Она је дебитовала 25. маја против Даласа, постигла је 4 поена и имала 1 асистенцију за само 12 минута игре.

## Детињство
Плам је ћерка Кети и Џима Плама.  Њена мајка је била успешна одбојкашица  Калифорнијског  универзитета, Дејвис. Њен отац је освојио сва америчка признања у фудбалу у Ла Меси у Калифорнији и наставио је да игра фудбал и бејзбол у колеџу у држави Сан Дијего. Плум  има две старије сестре, од којих је свака ишла мајчиним стопама и играла одбојку. Њена најстарија сестра Кетлин је играла за Калифорнијског  универзитета  Дејвис, док је Лаурен играла на Универзитету у Орегону и за Јуниорски  Национални Тим репрезентације САД. Келси је прво играла одбојку, и доминирала је у америчком одбојкашком јуниорском такмичењу, али када је дошло време за средњу школу, изабрала је школу Ла Џола Повеј, коју су похађале њене сестре, и  Плум је изабрала кошарку уместо одбојке.  Школа Ла Џола је место где је Кендис Вигинс играла у средњошколским годинама. 

## Средњошколска каријера
Током своје средњошколске каријере, Плум је постигла укупно 2.247 поена, у просеку 19,9 поена по утакмици. Остварила је 677 скокова, 381 асистенцију и имала 370 украдених лопти.  Током четири године, њен тим је имао рекорд од 103-22, што је довело до четири титуле и освајања државног шампионата ЦИФ IV Дивизије 2012. године. 
Плум је изабрана од стране тренера  за школски амерички тим ВБЦА за 2013. годину. Учествовала је у Све америчким играма ВБЦА средњих  школа 2013. године, погодила шест од осам шутева  на терену, постигавши  14 поена. 
Када је дошло време за избор колеџа, Плум је разматрала Мериленд и Вирџинију на источној обали, а Кал, Гонзага, Орегон и Вашингтон на западној обали,  и одлучила да прихвати понуду из Вашингтона. 
Плум је проглашена за МекДоналд Све америчких игара.  То ју је квалификовало да учествује у МекДоналд Све америчкој женској утакмици  2013.  Била је именована за госпођу кошарке од стране ЦалХајСпортс-а, части додељене најбољој женској кошаркашици средњих  школа у Калифорнији. Претходни добитници су Калена Москуеда-Луис, Коуртни Парис, Кендис Вигинс и Диана Таураси. 

## Америчка кошарка

### У19 тим 2013.
Плум је позвана  за америчку кошаркашку репрезентацију САД, коју је водио Кети Мајер, главни тренер Универзитета у Мајамију. Међу саиграчицама  уз Плум су биле Мориа Џеферсон и Бреана Стјуард. Плум се такмичила за тим  САД на десетом светском првенству  ФИБА У19, одржаном у Клаипеди и Паневежису, Литванија  током јула 2013. Амерички тим је победио свих девет утакмица, са победничком разликом у просеку 43 поена по утакмици. Плум је постигала просечно 5,6 поена по утакмици. 

### Пан Амерички тим 2015.
Плум је повређена у децембру, али се опоравила и наставила да игра у наставку сезоне. После завршене сезоне 6. априла је подвргнута операцији. Предвиђени датуми за њен повратак на терен истицали су после термина за тестирање тима Пан Ам, али  њена рехабилитација је прошла добро, и она је била спремна да се врати на терен два дана пре почетка тестирања у Пан Аму.  Именована је за члана  дванаесточлане екипе који представљају САД на Пан Америчким играма у Торонту 2015. Које су се одржале од 16. до 25. јула у Рајерсон Атлетик Центру. 
Плум је била чланица женског кошаркашког Пан Америчког тима  који је учествовао на Пан Америчким Играма 2015. које су одржане у Торонту у Канади од 10. до 26. јула 2015. године. САД су започеле шампионат  мечом против Бразила. Иако су у другој четвртини имали вођство од 16 поена, Бразил се вратио, серијом 14-0 у трећој четвртини. Америчка екипа је одговорила серијом 11-2 са слободних бацања Џеферсонове и погодцима за три поена Стјуардове. Американке су завршиле победом у тесној утакмици 75:69. 
Друга утакмица је била  против Доминиканске Републике. Американке су постигле првих  осам поена и победа никада није била доведена у питање. Америка је победила 94-55. Плум је предводила тим са пет асистенција.  Последњу квалификациону утакмицу САД је играла против Порторика. Американке су водиле само три поена на крају треће четвртине, углавном због игре Карле Кортијо која је постигла 24 поена, али је напустила игру због повреде . Након повреде, Амерички тим је наставио вођство до 18 поена и завршио победом од 93:77, довољно за прво место у својој групи. 
У полуфиналној утакмици, Куба је водила са чак 14 поена разлике у трећој четвртини. Амерички тим  се повратио и преузео вођство. Мање од осам секунди до краја, Американке су губиле за један поен, док је Куба имала лопту. Лина Харпер је украла лопту и погодила два слободна бацања и тиме довела Американке у вођство. Куба је промашила  свој последњи шут и тиме омогућила да САД победи 65-64, и обезбеди борбу за златну медаљу против Канаде. 
Утакмица за златну медаљу играла се између домаће екипе Канаде против САД. После раних поена, Американке су оствариле двоцифрену предност у другој четвртини. Међутим, Канађанке су узвратиле и изједначиле утакмицу на полувремену. У трећој четвртини, Канада је надиграла Американке са 26-15. Разлика је  достизала до максималних  18 поена. Американке су се бориле, али недовољно и Канада је победила у мечу за златну медаљу 81:73.    

## Каријера на колеџу

### Прва година
Након што је Плум помогла америчком кошаркашком тиму да освоји златну медаљу у Литванији, одлетела је директно у Сијетл, уместо да се врати кући у Сан Дијего. Истог дана када је напустила Литванију тренирала је у теретани. Одлазком директно у школу, пријавила се  за летње школске часове и упознала се са Универзитетом и својим саиграчицама пре почетка јесењег семестра. Њен главни тренер Мајк Нејборс је приметио њену жељу за игром, што му је помогло да одлучи да је именује за капитена екипе пре почетка сезоне, што је  реткост за бруцоша. Током своје прве године поставила је шест рекорда за бруцоше у Вашингтону. Њени укупни поени (695) били су највиши икада у првој години, а њена утакмица са 38 поена је такође рекорд за прву годину. За Пак-12 конференцију именована је за  бруцоша године. У редовној сезони просечно је имала 21 поен по утакмици.
Један од најбољих наступа  године био је победа четвртог рангираног тима у држави, Станфорда. Плум је била најбољи стрелац са 23 поена. 

### Друга година
Вашингтон је отворио своју регуларну сезону мечом против Оклахоме. Вашингтон је изгубио утакмицу 90:80, где је Плум поставила нови школски рекорд са 45 поена.  У својој другој години, она је именована на "Вејд Вач" листу од 25 играча који се сматрају потенцијалним да освоје звање играча године. Такође је именована на листу од 30 играча који ће се разматрати за Вуден награду.  Плум је помогла Вашингтон Хаскису да учествује на турниру НЦАА. Случајност је да су се  суочили са Мајамијем, а тренер је био Кети Мајер, који је био њен тренер док је била у САД  У19 тиму. Плум је постигла 17 поена у мечу, али је Мајами победио 86:80. 

### Јуниорска година
У недељи од 11. до 17. јануара, Плум је проглашена за националног играча недеље Ен Мајерс Дрисдејл национални играч недеље и Пак-12 играча недеље. Убацивши 25,9 поена по утакмици, прво се пласирала у Пак-12 и била четврта у нацији. Плум је такође водила Хаскисе на турниру НЦАА, омогућивши им прво појављивање на Фајнал Фору у историји тима . Нажалост, магична трка је коначно завршена у Фајнал Фору јер су Плум  и Хускиси убедљиво изгубили од талентованије  екипе Сиракузе Оранж (која је такође ушла у свој први завршни Фајнал Фор у историји тима), 80-59. Оранж ће наставити са поразом од непоражених 37-0 и троструких бранилаца женског националног  шампионана Конектикат Хускиса, 82-51.

### Сениорска година
Током сениорске сезоне Плум је постала  најбољи стрелац  у осмогодишњој  историји Пак-12, оборивши дотадашњи рекорд Станфорд Чајни Огвумике у победи 11. децембра 2016. године против Боис Стате .  Следећег месеца, у победи против Аризоне, Плум је постала први Пак-12 играч и 12. женски играч прве НЦАА Дивизије , који је постигао 3.000 поена.  25. фебруара 2017. године финална утакмица регуларној сезони са Хускисима, Плум је постигла рекорд Пак-12 са рекордних 57 поена у победи 84:77 над Јутом. То је био уједно  за Плум и рекорд у каријери у првој НЦАА дивизији за жене. Она је ушла у игру јурећи  рекорд Џеки Стајлс од 3,393 поена и са 53 поена оборила рекорд у четвртој четвртини.  Плум је водила своје Вашингтон  Хускисе до рекордних 29-6 током своје сениорске сезоне, где је имала рекорд од 15 -3 у Пак-12. Плум, је са Вашингтон Хускисима стигла до регионалних полуфинала на НЦАА турниру  где су избачени од две екипе Мисисипија. Према ESPN.com-у, Плум је једногласно изабрана од стране новинара Асошијетид Преса за Све америчког првог играча, признање које су добили само пет играча у женској колеџ кошарци. Плум је у просеку погађала 31,7 поен, док је шутирала 53 процента и 43 процента током своје сениорске сезоне. Плум је завршила сезону са укупно 1.109 поена, НЦАА рекорд  једне женске кошаркашке сезоне. Према Ексел Спортс-у, Плум је оборила НЦАА рекорд слободних бацања у каријери, погодивши 912 поена са линије слободног бацања током своје невероватне каријере. Плум је такође проглашена за једног од пет финалиста за Воден награду, награду која се  додељује најбољем играчу женске колеџ кошарке лиге, по избору  250 спортиста и извештача. Плум је недавно изабрана за АП играча године за женску колеџ кошарку, прву икада из екипе Вашингтон Хускса која је освојила награду. Много других награда је  Плум добила током своје сениорске каријере укључујући и то што је била у Пак-12 тиму, као и проглашена за најбољег играча Пак-12 конференције за ту годину, тек  други играч у Хускијима икада који је освојио ту награду, према Сијетл Тајмс- веб сајту. Плум је такође освојила награду Ненси Либерман, почаст која се додељује најбољем беку шутеру у  женској колеџ кошарци, као и Даун Стели награду, признање које се додељује  најбољем беку  у женској колеџ кошарци. Плум је завршила своју изузетну каријеру са укупно 3.527 поена и 519 асистенција. Завршила је само 270 поена испод Пита  Маравића рекордером свих времена без обзира на пол. Плум  је дипломирала антропологију у Вашингтону у јуну 2017. године. 

## Колеџ статистика
| Оу - одиграних утакмица     | Сл- слободна бацања           | Бл -блокаде                    |
| Ппу - погодака по путакмици | Слп -слободна бацања покушај  | Ул - украдене лопте            |
| Пш -покушај шута            | Сл%- слободна бацања проценат | Мин- минута укупно             |
| Пш%- проценат шута из игре  | Ск -скокови                   | Пу- поена укупно               |
| 3п -3 поена                 | Ас%- асистенције проценат     | пп- просечно поена по утакмици |
| 3пп- 3 поена покушај        | Ас- асистенције               |                                |
| 3п% 3 поена проценат        | Из- изгубљене лопте           |                                |

| Година  | оу  | ппу  | пш   | пш%  | 3п  | 3пп | 3п%  | сл  | слп  | сл%  | ск  | ас%  | ас  | из  | бл | ул  | мин  | пу   | пп   |
| ------- | --- | ---- | ---- | ---- | --- | --- | ---- | --- | ---- | ---- | --- | ---- | --- | --- | -- | --- | ---- | ---- | ---- |
| 2013-14 | 34  | 214  | 544  | .393 | 84  | 221 | 36,7 | 203 | 240  | 84,6 | 160 | 4,71 | 93  | 98  | 6  | 35  | 1268 | 712  | 20,9 |
| 2014-15 | 33  | 235  | 544  | .432 | 69  | 173 | 39,9 | 207 | 231  | 89,6 | 122 | 3,70 | 108 | 91  | 8  | 51  | 1213 | 746  | 22,6 |
| 2015-16 | 37  | 308  | 760  | .405 | 78  | 234 | 33,3 | 266 | 299  | 89,0 | 137 | 3,70 | 154 | 159 | 8  | 60  | 1414 | 960  | 25,9 |
| 2016-17 | 35  | 379  | 717  | .529 | 115 | 269 | 42,8 | 236 | 266  | 88,7 | 177 | 5,21 | 168 | 88  | 8  | 52  | 1301 | 1109 | 31,7 |
| Укупно  | 139 | 1136 | 2565 | .443 | 343 | 897 | 38,2 | 912 | 1036 | 88,0 | 596 | 4,3  | 523 | 436 | 30 | 198 | 5196 | 3527 | 25,4 |

## ВНБА каријера
Плум је изабрана као први пик на драфту ВНБА из 2017. године од стране Сан Антонио Старса.  Ово је први пут забележено у  историји да први пик  НБА лиге (Маркел Фултц) и ВНБА долазе из исте школе (Универзитет у Вашингтону) исте године.  Плум је дебитовала 25. маја 2017. године, против Далас Вингса, и постигла је четири поена заједно са једном асистенцијом у поразу од 94:82.  5. августа 2017. године, Плум је постигла рекордних  23 поена у победи од 87:80 у продужетку  против Сијетл Сторма. 

## Статистика каријере ВНБА
| ОУ - Одиграно утакмица      | 3П% - Проценат шута за три           | УПУ - Украдених лопти по утакмици |
| СУ - Стартовао утакмица     | СБ% - Проценат шута слободних бацања | БПУ - Блока по утакмици           |
| МПУ - Минута по утакмици    | СПУ - Скокова по утакмици            | ИЛ - Изгубљене лопте              |
| ПШ% - Проценат шута из игре | AПУ - Асистенција по утакмици        | ППУ - Поена по утакмици           |

### Регуларна сезона
| Година   | Тим             | ОУ | СУ | МПУ  | ПШ%  | 3П%  | СБ%  | СПУ | АПУ | УПУ | БПУ | ИЛ  | ППУ |
| -------- | --------------- | -- | -- | ---- | ---- | ---- | ---- | --- | --- | --- | --- | --- | --- |
| 2017     | Сан Антонио     | 31 | 23 | 22,9 | 34,6 | 36,5 | 87,0 | 1,9 | 3,4 | 0,5 | 0,1 | 2,5 | 8,5 |
| Каријера | 1 година, 1 тим | 31 | 23 | 22,9 | 34,6 | 36,5 | 87,0 | 1,9 | 3,4 | 0,5 | 0,1 | 2,5 | 8,5 |

## Награде и почасти
Године 2013, ЦалХиСпортс Госпођа Кошарке
Године 2013, ВБЦА Све амерички тим по избору  тренера 
Године 2013, МцДоналд'с Све амерички тим 
Године 2016, ВБЦА НЦАА Див. 1 Све амерички тим 
Године 2017, НЦАА водећи стрелац свих времена у женској кошарки
Године 2017, еспнВ национални играч године 
Године 2017, једногласни изабрана за амерички први тим  
Године 2017,– једногласан избор АП америчког првог тима 
Године 2017,USBВА Све амерички тим 
Године 2017, АП женски кошаркаш године 
Године 2017, Награда Даун Стели 
Године 2017, награда Ен Мајерс Дрисдале као USBВА национални играч године 
Године 2017, Наисмит трофеј 
Године 2017, Награда Ненси Либерман 
Године 2017, ВБЦА НЦАА Див. 1 све амерички тим 
Године 2017, Вејд трофеј
Године 2017, Џон Р. Вуден награда за женског играча године 
Године 2017, Награда Хонда Спорта 